# Spencer’s Gill
Der Spencer’s Gill ist ein Wasserlauf in Surrey, England. Er entsteht nördlich von Charlwood und fließt in östlicher Richtung bis zu seiner Mündung in den River Mole am Westrand von Horley.